# Heterospiroloculina
Heterospiroloculina es un género de foraminífero bentónico considerado un sinónimo posterior de Inaequalina de la familia Spiroloculinidae, de la superfamilia Milioloidea, del suborden Miliolina y del orden Miliolida. Su especie tipo era Heterospiroloculina bikiniensis. Su rango cronoestratigráfico abarcaba el Holoceno.

## Clasificación
Heterospiroloculina incluía a la siguiente especie:
- Heterospiroloculina bikiniensis

Otra especie considerada en Heterospiroloculina es:
- Heterospiroloculina culebraensis, de posición genérica incierta